# Lipanovice
Lipanovice (německy Linden) jsou vesnice, část obce Záboří v okrese České Budějovice v Jihočeském kraji. Lipanovice jsou také název katastrálního území o rozloze 10,45 km². V katastrálním území Lipanovice leží i Dobčice. V roce 2011 zde trvale žilo 79 obyvatel.

## Název
Německy se vesnice nazývala Linden, česky lidově pak Linda.

## Historie
První písemná zmínka o vesnici pochází z roku 1292.

## Přírodní poměry
Vesnice Lipanovice se nachází asi 1,5 kilometru na jihozápad od Záboří. Leží ve svahu na východním úpatí vrchu Vysoká Běta v nadmořské výšce 500 metrů. Na úbočí vrchu se nachází přírodní rezervace Vysoká Běta. Lipanovicemi probíhá hranice CHKO Blanský les.

## Obyvatelstvo
Je zde evidováno 75 adres.
| Rok            | 1869 | 1880 | 1890 | 1900 | 1910 | 1921 | 1930 | 1950 | 1961 | 1970 | 1980 | 1991 | 2001 | 2011 | 2021 |
| -------------- | ---- | ---- | ---- | ---- | ---- | ---- | ---- | ---- | ---- | ---- | ---- | ---- | ---- | ---- | ---- |
| Počet obyvatel | 224  | 216  | 211  | 199  | 166  | 189  | 183  | 142  | 129  | 96   | 99   | 79   | 72   | 79   | 92   |
| Počet domů     | 25   | 26   | 26   | 27   | 34   | 34   | 37   | 42   | 42   | 28   | 27   | 25   | 38   | 40   | 40   |

## Obecní správa
V letech 1850–1869 byly Lipanovice nakrátko samostatnou obcí. Po roce 1869 byly vždy součástí obce Záboří, pouze v letech 1950–1951 se staly součástí krátce existující samostatné obce Holašovice.

## Pamětihodnosti
Svažitou náves lemují zemědělské usedlosti ve stylu selského baroka, návesní kaple se zvoničkou datována 1902. V roce 1990 zde byla vyhlášena vesnická památková zóna lidové architektury. Památkově jsou chráněné usedlosti čp. 5, 8, 9 a 31 a čtyři mohylníky v okolí vesnice.